# Пашково (Харьковская область)
Пашково (укр. Пашкове), село,
Ильичовский сельский совет, Барвенковский район, Харьковская область.
Код КОАТУУ — 6320483705. Население по переписи 2001 г. составляет 133 (59/74 м/ж) человека.

## Географическое положение
Село Пашково находится на правом берегу реки Курулька, в 1-м км на север находится село Курулька, на юге в 5-и км находится железнодорожная станция Некременко.

## Экономика
- В селе есть свино-товарная и овце-товарная фермы.

## Культура
- Клуб

## Религия
- Иоанно-Предтеченская церковь

## Известные люди
- Мирошниченко, Татьяна Кузьминична (1933—2009) — актриса, народная артистка УССР.
- Пашков, Виталий Кузьмич (1824—1885) — писатель.
- Пашков, Иван Дмитриевич (ок. 1730—1809) — правитель Харьковского наместничества, действительный статский советник.